# نیژنه چومانکا
نیژنه چومانکا (به لاتین: Nizhnechumanka) یک منطقهٔ مسکونی در روسیه است که در سرزمین آلتای واقع شده‌است.